# Alan Ashman
George Alan Ashman (né le 30 mai 1928 à Rotherham dans le Yorkshire du Sud, et mort le 30 novembre 2002 à Walsall dans les Midlands de l'Ouest) est un joueur de football anglais qui évoluait au poste d'attaquant, avant de devenir ensuite entraîneur.

## Palmarès

### Palmarès de joueur
Carlisle United
- Championnat d'Angleterre D3 :
  - Meilleur buteur : 1953-54 (28 buts).

### Palmarès d'entraîneur
| Carlisle United - Championnat d'Angleterre D3 (1) : - Champion : 1964-65. - Championnat d'Angleterre D4 : - Vice-champion : 1963-64. |  | West Bromwich Albion - Coupe de la Ligue anglaise : - Finaliste : 1969-70. |  | Olympiakos - Championnat de Grèce : - Vice-champion : 1971-72. |